# Lisa Dalbello
Lisa Dalbello, née le 22 mai 1959, est une chanteuse canadienne, auteure-compositrice et actrice. Elle a publié un maxi-single en 1974, sous la tutelle de CBC, le réseau anglophone de la Société Radio-Canada, suivi de trois albums dans le genre pop/rock à la fin de son adolescence, de 1977 à 1981 sous son nom complet. En 1984, elle est réapparue sous le nom Dalbello, avec un style plus rocailleux de rock alternatif. 

## Jeunesse
Née de parents italiens et britanniques, elle a grandi à Weston, Toronto, puis a déménagé avec sa famille à Vaughan, en Ontario. À l'âge de 11 ans, elle a commencé à jouer de la guitare et à écrire ses propres chansons, se produisant au Mariposa Folk Festival et au Fiddlers' Green Club à Toronto. La première chanson qu'elle a écrite en est une de protestation intitulée "Oh, Why?" 
À l'âge de 13 ans, elle s'est jointe à un programme de musique éducative parrainé par le gouvernement, Summer Sounds '71, qui a auditionné des élèves de diverses écoles primaires et secondaires du Sud de l'Ontario avec 30 chanteurs-chanteuses, auteurs-compositeurs, des musiciens et des artistes qui ont eu l'occasion de passer le premier mois au nord de la ville de Toronto dans un camp d'été, collaborant de façon créative, formant de petits groupes de musique pour lesquels ils ont répété et construit un spectacle complet à travers l'Ontario pour le deuxième mois.

## Carrière
À l'âge de 14 ans, Lisa Dal Bello (comme elle était alors connue) a fait ses débuts en 1974 avec un EP de 4 chansons enregistré pour CBC Radio-Canada, le radiodiffuseur national du Canada. Le disque n'était pas disponible dans le commerce, les diffusions étaient légalement limitées à Radio-Canada seulement.
Signer avec MCA Records à l'âge de 17 ans, le premier album éponyme de Dalbello en 1977 produit par David Foster, lui a valu un Prix Juno 1978 de la chanteuse la plus prometteuse de l'année. Malgré sa victoire, cependant, MCA l'a abandonnée parce que la production de l'album était trop chère. Elle a alors formé son propre label, Talisman Records, pour sortir son deuxième album Pretty Girls et a reçu sa deuxième nomination aux Juno en 1979 dans la catégorie chanteuse de l'année.
Après son troisième album Drastic Measures, elle a pris une pause de l'enregistrement pour réévaluer ses priorités créatives et personnelles et travailler sur ses textes. Lisa a reçu une nomination aux prix Juno en 1980 pour la chanteuse de l'année et en 1983, elle a été de nouveau nommée pour la chanteuse de l'année.
Elle a déclaré à Billboard: «Je pensais que cela ne servait à rien de faire des disques si je n'avais pas trouvé comment je m'intégrais musicalement et comment je m'exprimais Je n'avais pas encore appris comment transmettre mes idées musicales aux gens». Pendant ce temps, l'ancien guitariste de l'époque Ziggy Stardust de David Bowie, Mick Ronson, l'a vue dans un documentaire de CBC Television sur la musique canadienne alors qu'il travaillait au studio d'enregistrement Phase One à Toronto et l'a convaincu d'enregistrer un autre album.
Cet album, whomanfoursays (un homophone pour "human forces" - "forces humaines" en français), a été coproduit par Dalbello et Ronson. C'était également son premier album enregistré en tant que Dalbello, il a marqué sa transformation en une artiste de rock plus énergique. La transformation a fonctionné - l'album a eu encore plus de succès sur les charts pop canadiens que ses précédents l'avaient été. L'album a engendré les singles à succès "Gonna Get Close to You", plus tard couvert par Queensrÿche, et "Animal" qui a été repris par Heavens Gate. L'album a obtenu quatre nominations aux prix Juno: deux pour Dalbello en tant que productrice et chanteuse de l'année, une pour Lenny De Rose pour ingénieur de l'année et une pour la directrice artistique Heather Brown et la photographe Deborah Samuels pour le meilleur album. 
En 1985, Dalbello a été nommée pour un septième Juno dans la catégorie de chanteuse de l'année.
En 1986, Lisa a écrit et enregistré les chansons "Black on Black" et "I Do What I Do" pour la bande originale de 9 semaines 1/2. Bien qu'inclus dans le film, la chanson "I Do What I Do" ne figurait pas sur la bande-son, qui présentait plutôt une version de John Taylor de Duran Duran de "Black on Black", qui est cependant apparu à la fois dans le film et dans l'album de la bande-sonore du film. Dalbello a également travaillé avec d'autres artistes, dont John Taylor, le groupe américain Heart, la chanteuse allemande Nena, Glass Tiger et leur producteur Jim Vallance.
Ronson et Dalbello ont prévu d'enregistrer un deuxième album, mais Ronson a été rejeté à la fois par son label et son manager de l'époque, Roger Davies, malgré les fortes objections de Dalbello. Celle-ci a ensuite soumis quatre démos de chansons autoproduites à son label et manager américain, pour les voir être rejetées parce qu'ils souhaitaient un vrai producteur. En conséquence, en 1986, il a été rapporté que Rupert Hine avait fini de produire un nouvel album pour Dalbello. Cependant, indépendamment du statut de l'album produit par Hine, en partie par frustration et en partie comme une blague, Dalbello a présenté de nouveau ses démos de chanson auto produites - créditant le producteur comme "Bill Da Salleo", qui n'était rien de plus qu'une simple anagramme de son nom. À sa grande surprise, son label et son manager l'ont appelée avec enthousiasme en disant qu'ils aimaient les nouvelles démos et qu'ils croyaient que "Bill" était le producteur parfait du projet. 
L'album produit par Hine a été par la suite mis au rebut et reste à ce jour inédit. Cependant, Dalbello apportera des voix invitées au projet "groupe virtuel" de Hine, Thinkman, apparaissant sur la chanson titre de leur premier album sorti en 1986, The Formula. Dalbello a continué à produire son nouvel album sous le pseudonyme "Da Salleo", réussissant à empêcher son label et son manager de visiter les sessions en réservant l'heure du studio tard dans la nuit. Elle a annoncé la «nouvelle» sur la «mort prématurée de Bill» à Deane Cameron, sa directrice canadienne de l'A & R, juste avant de livrer l'album au label et peu de temps après, Cameron lui a dit que Bill Da Salleo n'avait signé aucun contrat de production.  Quand la ruse a été révélée, Cameron, un franc-tireur des cercles musicaux canadiens qui était la première personne à signer un contrat avec A & R, a ri à haute voix, proclamant que Dalbello avait vraiment donné un coup de pied aux ânes des bureaux de Los Angeles. Cependant, sachant que Bill Da Salleo était en fait Lisa Dalbello, son manager a commencé à s'interroger sur la solidité de la production et la viabilité commerciale de l'album. Il a été suggéré que la moitié de l'album soit supprimée et que de nouvelles chansons soient enregistrées avec un nouveau producteur et d'autres auteurs-compositeurs. L'album a ainsi été retardé de 18 mois. 
EMI a finalement sorti l'album "she" en 1987. Les singles, "Tango" et "Black on Black", ont été les plus grands succès de Dalbello. Le succès qu'elle a obtenu lui a permis de faire de nombreuses tournées, notamment à travers l'Europe. David Gilmour de Pink Floyd joue la guitare sur la dernière chanson de l'album, Immaculate Eyes. Après la sortie de l'album, Dalbello a mis fin à son contrat avec Capitol Records et a décidé de déménager à Los Angeles en 1990.
Pendant son séjour à Los Angeles, Dalbello a passé les quatre années suivantes à élargir ses contacts musicaux et à écrire des chansons pour d'autres artistes comme Branford Marsalis et Julian Lennon et à écrire avec Carole Bayer Sager, Frannie Golde, Bruce Roberts, Holly Knight et Gerald O'Brien. En 1991, Ronson et Dalbello ont discuté à nouveau de collaborer. Cependant, tout a été mis en attente en raison d'un ralentissement de la santé de Ronson. Ce dernier est décédé d'une insuffisance hépatique en 1993.
En 1994, l'ancien manager de Dalbello, Roger Davies, lui a demandé si elle voulait enregistrer un autre album. Grâce aux efforts de Davies, un contrat d'enregistrement avec EMI Electrola, qui est basé en Allemagne, était à venir. Dalbello est retournée à Toronto pour terminer son travail sur son nouvel album. Elle a produit l'album whore en 1996, qui a reçu des critiques favorables lors de sa sortie. Après quoi, elle est retournée en Europe pour tourner le reste de l'année.

## Collaborations avec d'autres artistes
En plus d'être apparu sur l'album solo du guitariste de Rush Alex Lifeson, Victor, en tant que choriste sur la chanson "Start Today", et avoir enregistré des duos avec John Taylor de Duran Duran et Boz Scaggs ("Miss Sun" de 1980), on peut entendre sa voix sur des disques de Chris de Burgh, Cher, Richard Marx, Alice Cooper, Patti LaBelle, Toto, la chanteuse ouest-allemande Nena (pour qui elle a écrit un album complet en anglais, It's All In The Game) et des artistes canadiens Rough Trade, Kim Mitchell et Glass Tiger.

## Ses chansons reprises par d'autres artistes
Melissa Manchester a remporté avec succès "Pretty Girls" dans le Top 40 américain et canadien en 1979. Le groupe Heart reprend la chanson Wait For An Answer sur leur album Bad Animals, produit en 1987, puis ils font une nouvelle version de "Black on Black" intitulée  "Black on Black II". Puis Lisa a collaboré avec Ann et Nancy Wilson à l'écriture d'une nouvelle chanson Anything Is Possible sur l'album Desire Walks On en 1993 et elle a également fait les chœurs sur chacune d'elles. On peut aussi retrouver sur la compilation Strange Euphoria de Heart sortie en 2012, les chansons Wait For An Answer ainsi qu'une autre encore inédite à ce jour, Lucky Day écrite en partenariat avec Lisa et Ann et Nancy Wilson. Queensrÿche a couvert "Gonna get close to you". Tantville et Meliesa McDonell ont repris "Immaculate Eyes". Julie Masse a couvert "Devious Nature". Heaven's Gate ont couvert "Animal". Sa chanson "Don't Get Mad Get Even" a été enregistrée en 1983 par le groupe de heavy metal canadien Helix pour leur troisième album No Rest for the Wicked et par The Lydia Taylor Band pour leur EP Bitch.

## Influences
En raison de sa voix puissante et de sa personnalité agressive, ainsi que de son parcours professionnel de chanteuse pop conventionnelle avant de se réinventer en tant qu'artiste rock alternatif, des comparaisons ont été faites entre Dalbello et Alanis Morissette. Cependant, elle a refusé de prendre le crédit pour avoir ouvert la voie à d'autres rockeuses comme Morissette. Comme elle l'a expliqué à Jane Stevenson du Toronto Sun, «quelqu'un comme Alanis a un sentiment d'angoisse, un sentiment de trouble en elle-même et cela vient de ses expériences personnelles qui sont différentes des miennes.» Dalbello, Chrissie Hynde (des Pretenders), Annie Lennox des (Eurythmics) et Patti Smith ont ouvert la voie pour elle et les autres. 

## Production et écriture pour d'autres artistes
Dalbello n'a pas sorti un autre album depuis 1996 et s'est principalement concentré sur la production et l'écriture pour d'autres artistes tels que Heart, Julian Lennon, Nena et Patti LaBelle, qu'elle a également produit. Certains des artistes pour qui elle a écrit sont ses amis,  Bryan Adams, Julian Lennon et Ann et Nancy Wilson de Heart, ainsi que David Foster, Carole Bayer-Sager, Holly Knight, Chaka Khan, Branford Marsalis, Damhnait Doyle et Dan Hill. Elle a aussi écrit les paroles d'une chanson Anyplace, Anywhere, Anytime sur l'album King Of Persia pour le groupe power metal Symphonity, sortit en 2016.

## Publicité et documentaires
Tout au long de sa carrière d'enregistrement, Dalbello a été une artiste de studio et une chanteuse à des publicités télévisées et radiophoniques en Amérique du Nord, pour lesquelles elle écrit et fait également des arrangements musicaux. En 1982, elle a chanté le thème du film télévisé pour le réseau ABC The Sins of Dorian Gray. Son travail vocal s'est également étendu à des domaines du travail documentaire, ainsi que des voix de personnages pour la série animée Sailor Moon, son rôle le plus connu étant la Reine Nehelenia. Elle a interprété la chanson "Always" pour la publicité "Coming Home" de Cheer diffusée en 2003, qui était si populaire et a suscité tant de demandes, que cette compagnie lui a demandé de faire une version intégrale disponible sur son site web. Également en 2003, elle a interprété la chanson corporative «Built for Life in Canada» pour Ford Canada; la chanson était un MP3 téléchargeable du site Web canadien de Ford et était disponible pour télécharger jusqu'au début de 2004. Sa chanson «"Faith in You (With All Your Heart)"» a été utilisée pour favoriser le lancement de la Ford Focus en Amérique du Nord; des publicités l'ont joué dans des salles de cinéma et à la télévision.
De 2002 à 2008, elle a été la porte-parole du réseau d'information canadien CBC Newsworld et sa voix a été entendue par Peter Mansbridge, présentateur principal de CBC News, sur l'émission phare du réseau The National. Elle a également figuré sur Degrassi: The Next Generation Theme, la chanson thème des trois premières saisons de la série télévisée Degrassi: The Next Generation. 
À la fin de 2011, Dalbello a enregistré trois chansons de 30 secondes, «Every Moment», «Lift You Up» et «Something Good», pour la chaîne de restaurants de steakhouse The Keg au Canada et aux États-Unis.
À la fin de 2012, Juno TV, la série en ligne des Prix Juno, a interviewé Mme Dalbello, qui a partagé ses réflexions sur son début de carrière. L'entrevue a été diffusée en juin 2013 et a également été l'une de ses premières apparitions enregistrées en plus de 15 ans.

## Melanie
En 1982, elle a joué dans le film Melanie avec d'autres artistes du cinéma et de la musique, entre autres Burton Cummings, Don Johnson, Glynnis O'Connor, Martha Gibson et Trudy Young, réalisé par Rex Bromfield. Le film a reçu sept nominations aux Genies Awards. 

## Vie personnelle
Lisa habite présentement à Toronto en Ontario. 

## Nominations
- Nomination au Prix Juno 1978 et Trophée de la chanteuse la plus prometteuse de l'année
- Nomination au prix Juno 1979 pour la chanteuse de l'année
- Nomination au prix Juno 1980 pour la chanteuse de l'année
- Nomination au prix Juno 1982 pour la chanteuse de l'année
- Candidature au prix Juno 1984 pour la chanteuse de l'année
- Nomination au prix Juno 1984 du producteur de l'année
- Nomination au prix Juno 1985 pour la chanteuse de l'année

## Discographie
- Albums studio :
- 1974 : Lisa Dal Bello - EP CBC Radio-Canada
- 1977 : Lisa Dal Bello
- 1979 : Pretty Girls
- 1981 : Drastic Measures
- 1984 : whomanfoursays
- 1987 : She - David Gilmour sur une chanson, Immaculate Eyes
- 1995 : Whore

- Album promo :
- 1996 : Whore (Selections From The Forthcoming Album)

- EP :
- 1996 : Whore : EP de 4 chansons - Eleven/Heavy Boots/Easy/Deep Dark Hole - Distribué en Hollande.

- Album live :
- 2015 : Live At Rockpalast CD/DVD

## Collaborations
- 1980 : Eastern Wind de Chris de Burgh - Chœurs
- 1980 : Hits de Boz Scaggs - Chœurs sur Miss Sun
- 1983 : Weapons de Rough Trade - Chœurs
- 1983 : DaDa de Alice Cooper - Chœurs
- 1985 : Tears Are Not Enough de Northern Lights
- 1985 : It's All In The Game de Nena - Chœurs et écriture des chansons.
- 1986 : 9 semaines 1/2 - A écrit la chanson I Do What I Do… (Theme For 9½ Weeks) et a aussi chanté sur Black On Black
- 1986 : The Thin Red Line de Glass Tiger - Chœurs avec Bryan Adams
- 1988 : Diamond Sun de Glass Tiger : Chœurs
- 1991 : Rush Street de Richard Marx - Chœurs sur Playing With Fire, Love Unemotional et Streets Of Pain
- 1991 : Love Hurts de Cher - Chœurs sur Save Up All Your Tears et I'll Never Stop Loving You
- 1993 : Desire Walks On de Heart - Lisa fait les chœurs sur Black on Black II et Anything Is Possible
- 1996 : Victor de Alex Lifeson - Chœurs sur Start Today
- 1999 : Kimosabe de Kim Mitchell - Chœurs
- 2012 : Strange Euphoria de Heart - Chœurs sur Wait For An Answer et Lucky Day

## Filmographie
- 1982 : Melanie : https://www.imdb.com/title/tt0084318/fullcredits/?ref_=tt_ov_st_sm